# Mosquée El Mouassine
La mosquée El Mouassine est un édifice religieux construit au XVIe siècle à Marrakech au Maroc sous la dynastie Saadi.
Ce monument fait partie du complexe Mouassine comprenant une bibliothèque, un hammam, une medersa et une fontaine. Le complexe comprenait également une Madrasa n'existant plus aujourd'hui.

## Histoire

### Étymologie
L'origine du mot « Mouassine » serait rattachée au nom d'une famille chérifa du quartier. Cela expliquerait également le surnom de la mosquée Jami' al-Ashraf (Mosquée des chérifs). Cependant, il n'existe pas de trace d'une telle famille dans la région. Le nom est susceptible d'avoir des origines tamazight mais la signification n'est pas claire.

### Origine
La mosquée a été construite par le sultan saadi Moulay Abdellah Al-Ghalib entre 1562 et 1573. En 1557, le sultan ordonna la relocalisation de la population juive dans le Mellah actuel, quartier proche de la Kasbah (Citadelle royale). La construction du Mellah se termina vers 1562-63. Pendant ce temps, les anciens quartiers juifs représentaient une grande réserve foncière dans la ville qui était ouverte au réaménagement. La mosquée Mouassine, ainsi que la mosquée Bab Doukkala construite à la même époque, semblent avoir fait partie d'un plan plus large visant à construire de nouveaux quartiers « modèles » dans cette zone et à stimuler un renouveau urbain à Marrakech,. Tout comme Bab Doukkkala, la mosquée faisait partie d'un complexe cohérent comprenant plusieurs équipements religieux et urbains. Ce type de complexe était inédit au Maroc et semble inspiré par les traditions du sultanat Al-Mamalik en Égypte et de l'empire ottoman.
La mosquée a été construite sur un ancien cimetière juif. Certains habitants juifs avaient pour habitude d'éviter de s'en approcher de peur de marcher sur une zone impure sous laquelle aurait été enterré un corps. Selon une source historique, certains habitants musulmans évitaient également d'assister aux prières dans cette mosquée pour cette raison. Cela n'est pas étayé par d'autres analyses historiques mais pourrait justifier la faible importance de la mosquée dans la ville.

## Architecture et composition

### Évolution du style architectural

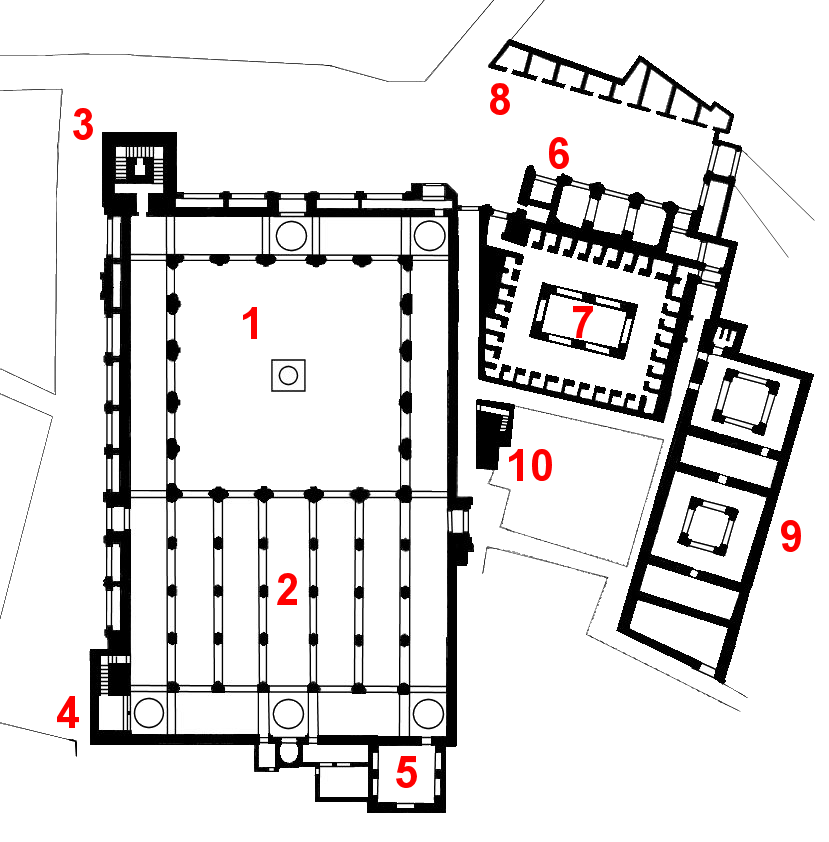
Plan d'étage partiellement reconstruit de la mosquée et de ses annexes.1) le sahn 2) la salle de prière, 3) le minaret, 4) le bayt al-'itikaf, 5) la bibliothèque, 6) la fontaine Mouassine, 7) le mida'a (maison des ablutions), 8) les commerces autour de la place Mouassine, 9) le hammam 10) l'école coranique.

Comme sa contemporaine de Bab Doukkala, la mosquée Mouassine suit le modèle créé par la Koutoubia au XIIe siècle. Suivant un plan en T, la travée menant au Mihrab ainsi que celles longeant les murs latéraux sont plus larges que les autres. Comme dans les mosquées almohades, les ornements se limitaient au Mihrab et à ces travées.
Cependant, le sahn (Cour) était beaucoup plus grand que dans les mosquées almohades. Sa superficie était égale voire plus grande que la salle de prière. De plus, l'orientation de la mosquée a été tournée plus à l'est pour s'approcher de la "véritable qibla" selon les standards saadi tranchant avec la qibla des Almohades bifurquant plus au sud,.

### La mosquée

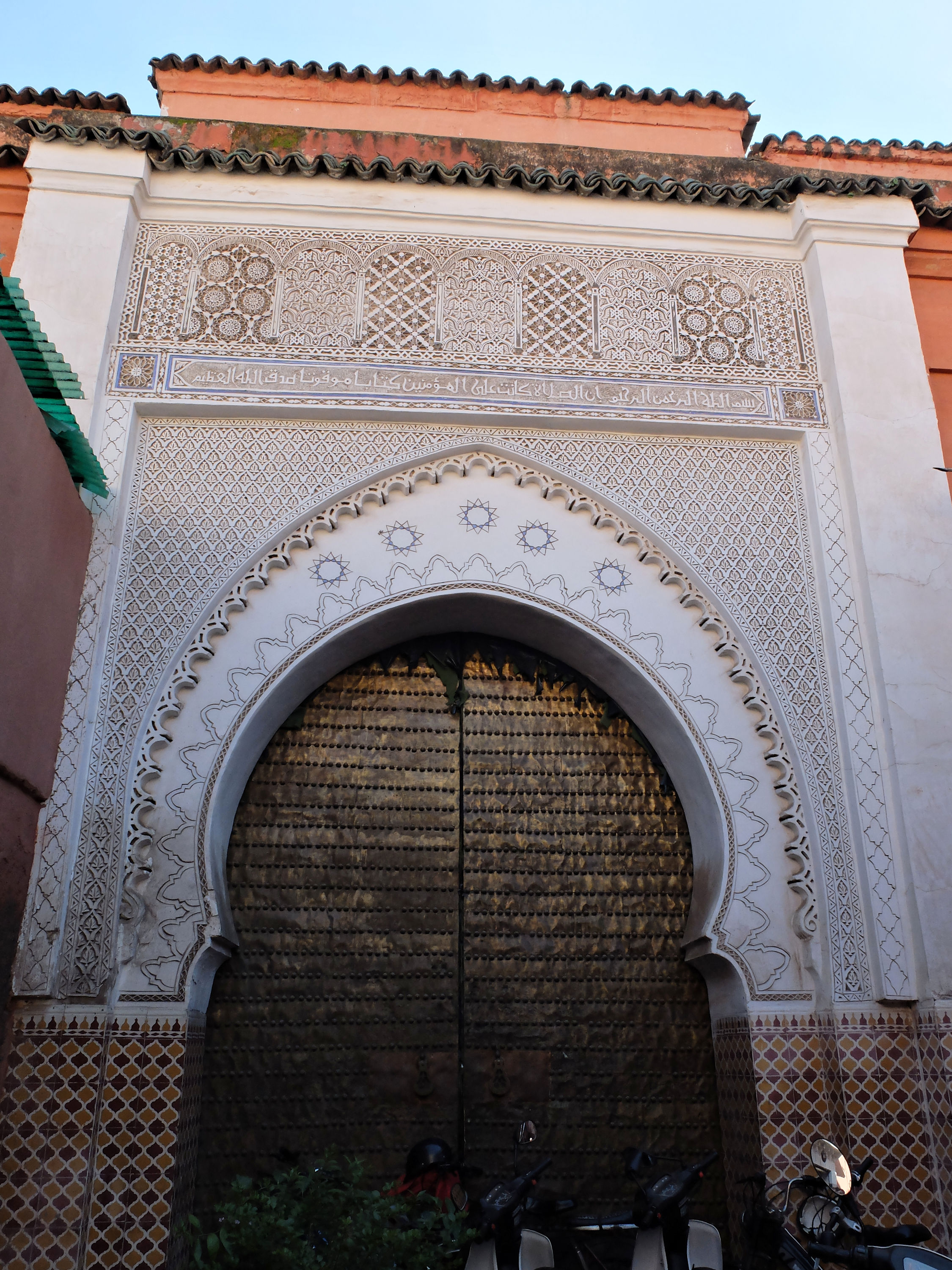
Entrée nord de la mosquée.

La mosquée est organisée autour d'un sahn carré occupant la moitié nord du bâtiment. La partie sud comprend la salle de prière. Une fontaine se trouve au centre de la cour entourée par 3 galeries en arcs et un mur de la salle de prière. Les arcs sont presque tous en fer à cheval décorés en stucs.
La mosquée dispose de 3 entrées : une entrée nord alignée avec l'axe principal du bâtiment et deux entrées symétriques à l'est et à l'ouest. Le portail extérieur des entrées est souvent mis en valeur avec une décoration en stuc tandis que l'intérieur de chaque entrée est couvert par une coupole de muqarnas. Le mur séparant la cour et la salle de prière est couvert en partie par un écran en bois appelé anaza qui couvre l'entrée de l'allée menant au mihrab central (niche symbolisant la direction de la prière) et fait également office de « mihrab auxiliaire » pour ceux qui font leurs prières dans la cour,.

### Le minbar
Le minbar de la mosquée est dans la continuité des minbars almohades et almoravides, notamment celui de la Koutoubia,. Sa forme semble s'inspirer du minbar de la mosquée de la Kasbah (une mosquée également restaurée par le sultan Abdallah al-Ghalib),,. Il est fait d'une combinaison de bois de différentes couleurs, (notamment du cèdre et de l'ébène). Sa décoration mêle marqueterie, incrustation d'ivoire et panneaux à reliefs sculptés pour former à la fois des motifs géométriques et végétaux. Les chercheurs ont souligné que la qualité de sa conception était moyenne mais que ce minbar était innovant dans sa conception de par l'adoption de nouvelles formes et décorations,.
Les deux travées latérales en direction de la qibla sont délimitées par une rangée d'arcs perpendiculaires aux autres. Les arcs à côté du mihrab ont un profil en « lambrequin » (contour bosselé et lobé commun dans l'architecture marocaine et mauresque) avec des arcs en muqarnas. Le mihrab lui-même est une alcôve voûtée ornée d'une petite coupole en muqarnas et entouré d'un mur sculpté en stuc aux motifs arabesques, géométriques et calligraphiques. L'espace entre les arcs devant le mihrab est également orné d'une grande coupole carrée en muqarnas. La partie inférieure du mihrab est également décorée de huit colonnes disposées symétriquement autour de son ouverture. Les colonnes et leurs chapiteaux sont en marbre. Les colonnes sont sculptées en arabesques et en calligraphie tandis que leurs chapiteaux sont ornés de muqarnas selon la tradition décorative ottomane de l'époque.

### Le minaret
Le minaret de la mosquée, situé au nord-ouest, est inhabituellement petit et simple contrastant les minarets plus chargés de la plupart des mosquées royales au Maroc. Il est composé d'un seul bloc rectangulaire de 19,2 m. Dans la culture populaire, il est dit qu'un fonctionnaire de haut rang aurait demandé qu'il en soit ainsi afin qu'on ne puisse pas observer à partir du minaret la cour de sa maison voisine.

### La bibliothèque
La bibliothèque se trouve au niveau du coin sud-est de la mosquée et est accessible depuis l'intérieur de la salle de prière. De forme carrée de 7,65 mètres de large, la salle possède de grandes niches à étagères entourées d'une bande de décoration épigraphique en stuc. Au milieu du XXe siècle, la bibliothèque a été abandonnée et a cessé d'abriter des collections.

### Bayt al itikaf
Au coin sud-ouest de la mosquée se trouve une pièce appelée bayt al-'itikaf (en arabe : بيت الاعتكف) qui servait d'espace de retraite spirituelle. C'est une chambre richement décorée accessible depuis un escalier. Son plafond est en bois peint. Une fenêtre à double arc, décorée de stuc sculpté, s'ouvre sur la mosquée.

### L'école coranique et l'ancienne medersa
Une école consacrée à l'apprentissage du Coran est située sur la rue à côté de l'entrée est de la mosquée. Ce msid servait également de centre de copies manuscrites. Il est situé à un étage supérieur et se compose d'une pièce simple dotée de belles décorations en stuc sculpté de l'époque saadienne. La pièce est divisée par deux colonnes de marbre sombre avec des chapiteaux saadiens sculptés de motifs de pommes de pin et de palmettes. Ceux-ci supportent à leur tour des consoles à décor d'arabesques et de stuc calligraphiques qui soutiennent le plafond. Une frise de décoration géométrique et épigraphique court autour du haut des murs de la pièce.
Le complexe comprenait également une médersa voisine de 28 chambres pour étudiants disposées autour d'une petite cour. Son architecture était apparemment plus modeste que celle de la célèbre médersa Ben Youssef. Elle a été détruite et remplacée par de l'habitation.

### La salle des ablutions et le Hammam

Le hammam (Arc de gauche) - l'abreuvoir pour animaux (trois arcs du milieu) - La fontaine (arc de droite)

La mida'a (arabe: ميضأة) se trouve au nord-ouest de la mosquée qui permettait aux visiteurs de la mosquée d'exécuter leurs ablutions rituelles (wudu). Le bâtiment disposait d'une cour avec un bassin d'eau en son milieu et couverte d'une voûte. Cette disposition est semblable à celle de son ancêtre la coupole almoravide, salle d'ablution célèbre.
À l'est de cette structure se trouve un hammam (bain public) d'une belle composition architecturale qui permettait aux visiteurs de se laver entièrement (un acte connu sous le nom de ghusl). Il comprenait un vestiaire puis une succession de hammams froids, tièdes et chauds pour la plupart voûtés en brique. Au fil des ans, une grande partie a été restaurée ou refaite de sorte que peu de matériaux saadiens d'origine sont encore présents.

### La fontaine

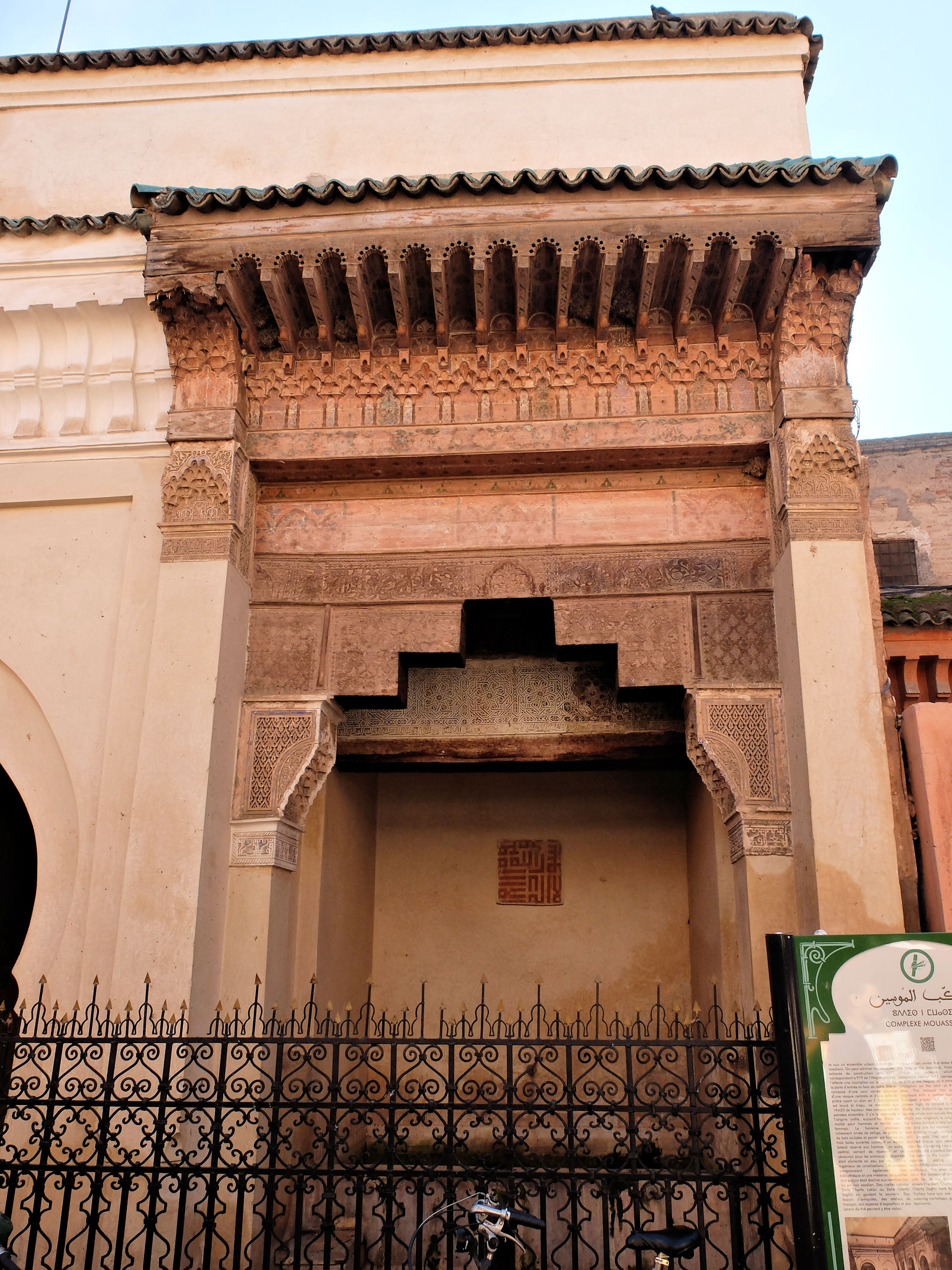
Fontaine de la mosquée

La tradition des fontaines publiques était ancestrale au Maroc tout comme dans le reste du monde musulman. L'accès à l'eau à travers les fontaines et les bains est considéré comme acte essentiel de charité,. La fontaine Mouassine en est l'un des exemples les plus remarquables à Marrakech.
Située immédiatement au nord de la salle d'ablutions de la mosquée, la fontaine est la plus grande fontaine de Marrakech. Elle est de forme rectangulaire et mesure 18,10 m de longueur et 4,70 m de largeur et regroupe trois grands abreuvoirs couverts de voûtes ouverts sur la rue par trois arcades. Son emplacement lui permet de profiter du système hydraulique de la salle des ablutions. Les trois premiers arcs sont occupés par ce qui était un abreuvoir pour les animaux tandis que la baie de droite abritait une fontaine publique pour humains. Une barre de bois à travers son ouverture empêchait les animaux d'y accéder. Une autre arcade à l'extrême gauche permettait l'accès au hammam.
Une réhabilitation de la fontaine a été initiée par Mohammed IV en 1867. La plus grande partie de ses éléments en bois de cèdre datant du XVIe siècle ont été préservés.
L'arc principal de la fontaine se compose de deux consoles sculptées en plâtre ou en stuc avec des muqarnas et d'autres motifs qui à leur tour soutiennent des corbeaux en forme de marche en bois de cèdre. Au-dessus de ces consoles se trouve un linteau en bois et un auvent en bois et en muqarnas et autres éléments sculptés typiques de l'architecture marocaine. Les consoles en bois de cèdre et le linteau inférieur en bois, tous richement sculptés, sont des éléments originaux de l'époque saadienne (XVIe siècle), tandis que les éléments en plâtre et le décor peint datent du XIXe siècle.

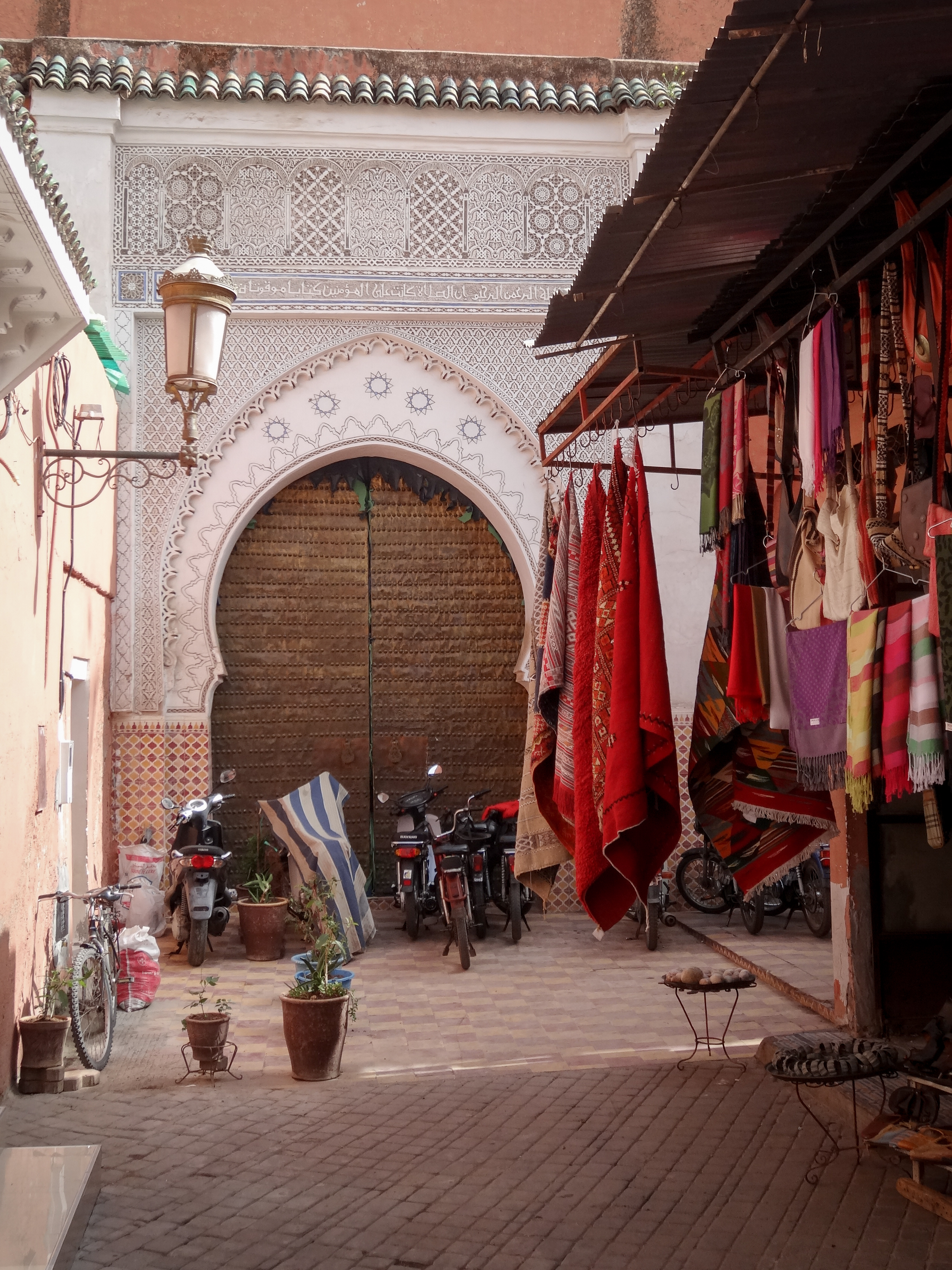
Entrée de la mosquée
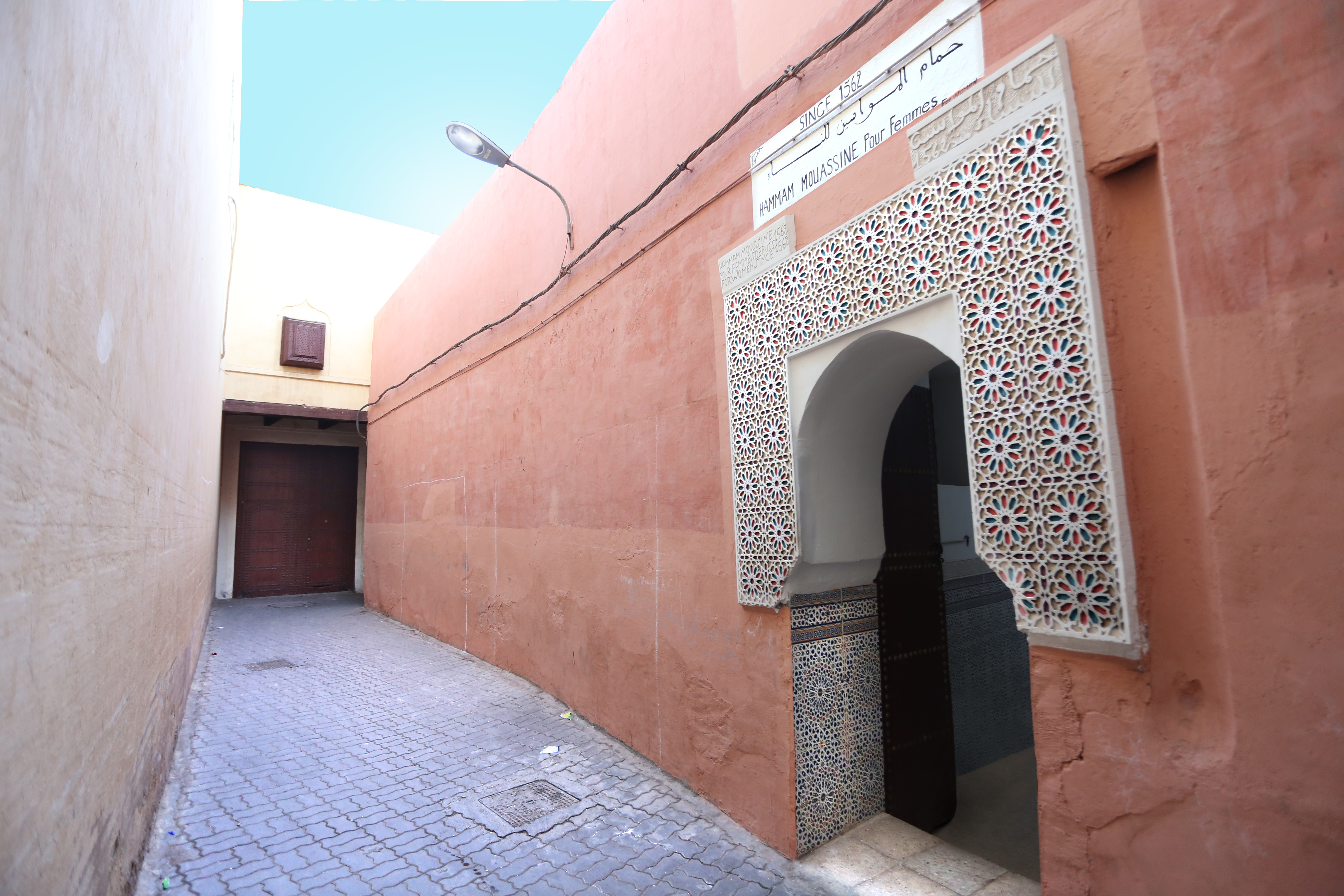
Entrée du hammam pour femmes.
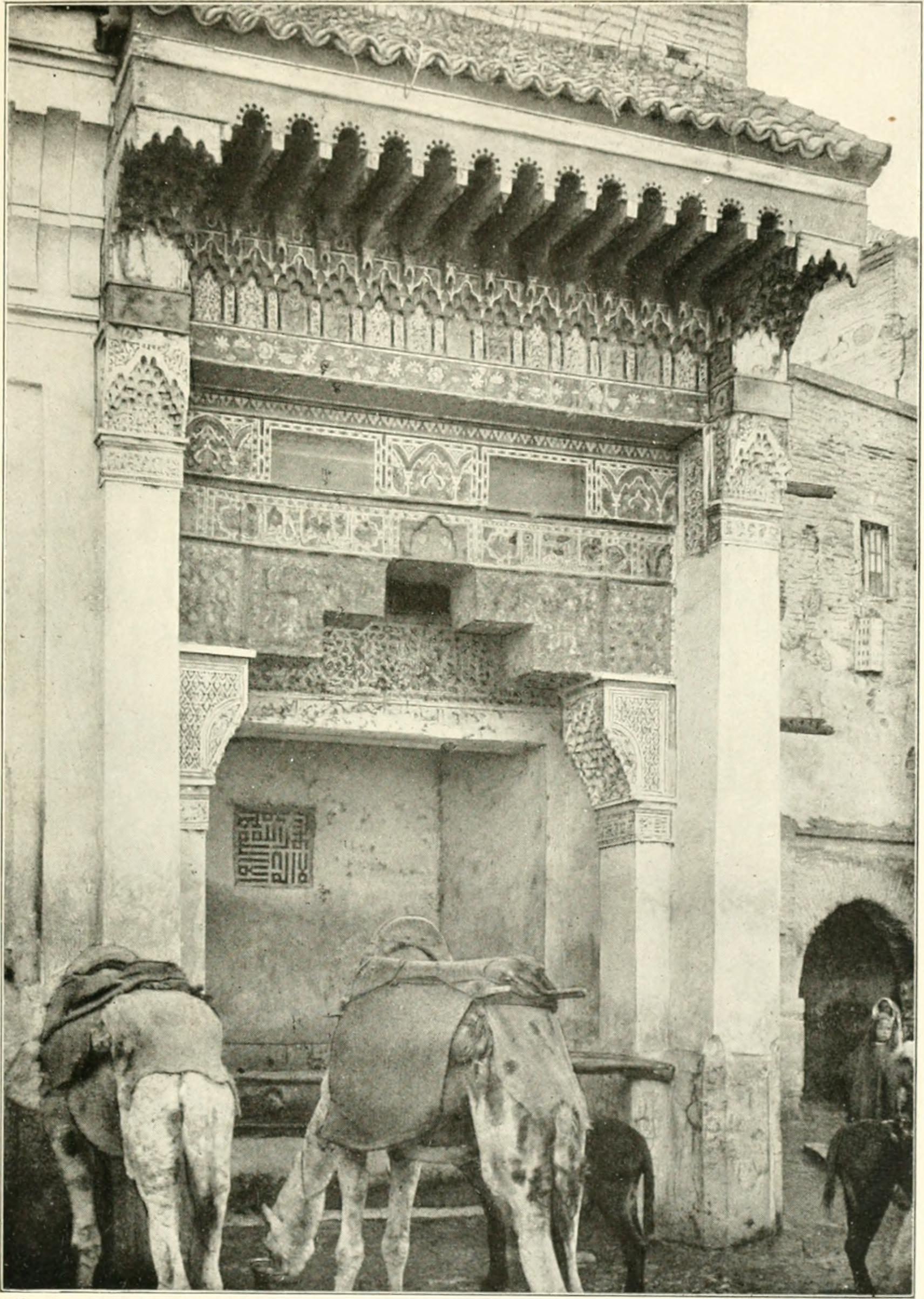
La fontaine en 1920